# Відкрита олімпіада Білорусько-Російського університету з математики
Відкрита олімпіада Білорусько-Російського університету з математики — щорічні математичні змагання студентів і аспирантів вищих навчальних закладів, які проводяться в Могильові, Білорусь, на базі Білорусько-Російського університету, починаючи з 2010 року.
Для участі в Олімпіаді запрошуються команди закладів вищої освіти в складі не більше двох учасників (студентів або аспірантів) та одного керівника. Олімпіада проводиться у вигляді змагань в особистому заліку; додатково, понад квоту, в команду ВН3 можуть бути включені переможці (володарі золотих, срібних і бронзових медалей) Відкритих олімпіад Білорусько-Російського університету з математики минулих років. Олімпіада проходить впродоаж одного туру у формі тестування (30 завдань у тестовій формі протягом 5 годин), завдання містять задачі з наступних областей математики: алгебра, теорія чисел, аналіз (дійсний або комплексний), аналітична геометрія, комбінаторика, звичайні диференціальні рівняння.
При підрахунку кількості набраних балів враховуються коефіцієнти складності завдань. За результатами тестувань визначаються переможці олімпіади — 12 володарів медалей та дипломів 1—3 ступенів, шістьом учасникам вручаются заохочувальні дипломи.
Робочими мовами олімпіади є англійська і російська.